# Lychnorhiza
Lychnorhiza är ett släkte av maneter. Lychnorhiza ingår i familjen Lychnorhizidae.
Kladogram enligt Catalogue of Life:
| Lychnorhiza | \| \| Lychnorhiza arubae \| \| \| \| \| \| Lychnorhiza lucerna \| \| \| \| \| \| Lychnorhiza malayanus \| \| \| \| |
|             | \| \| Lychnorhiza arubae \| \| \| \| \| \| Lychnorhiza lucerna \| \| \| \| \| \| Lychnorhiza malayanus \| \| \| \| |
|             | Anomalorhiza |
|             | |
|             | Pseudorhiza |
|             | |
|             | Lychnorhiza arubae                                                                                                 |
|             | |
|             | Lychnorhiza lucerna                                                                                                |
|             | |
|             | Lychnorhiza malayanus                                                                                              |
|             | |

|  | Lychnorhiza arubae    |
|  |                       |
|  | Lychnorhiza lucerna   |
|  |                       |
|  | Lychnorhiza malayanus |
|  |                       |